# Dubrava, Knić
Dubrava (izvirno srbsko Дубрава) je naselje v Srbiji, ki upravno spada pod Občino Knić; slednja pa je del Šumadijskega upravnega okraja.

## Demografija
V naselju živi 146 polnoletnih prebivalcev, pri čemer je njihova povprečna starost 45,6 let (45,5 pri moških in 45,7 pri ženskah). Naselje ima 48 gospodinjstev, pri čemer je povprečno število članov na gospodinjstvo 3,60.
To naselje je popolnoma srbsko (glede na rezultate popisa iz leta 2002), a v času zadnjih treh popisov je opazno zmanjšanje števila prebivalcev.
|  |

| Demografija | Demografija     | Demografija     |
| Leto        | Št. prebivalcev | Št. prebivalcev |
| ----------- | --------------- | --------------- |
|             |                 |                 |
|             |                 |                 |
|             |                 |                 |
|             |                 |                 |
| 1948        | 283             |                 |
| 1953        | 273             |                 |
| 1961        | 249             |                 |
| 1971        | 235             |                 |
| 1981        | 232             |                 |
| 1991        | 201             | 201             |
| 2002        | 173             | 173             |
|             |                 |                 |

| Etnična sestava po popisu iz leta 2002 | Etnična sestava po popisu iz leta 2002 | Etnična sestava po popisu iz leta 2002 | Etnična sestava po popisu iz leta 2002 | Etnična sestava po popisu iz leta 2002 |
| -------------------------------------- | -------------------------------------- | -------------------------------------- | -------------------------------------- | -------------------------------------- |
| Srbi                                   | Srbi                                   |                                        | 173                                    | 100,0%                                 |
| Neznano                                | Neznano                                |                                        | 0                                      | 0,0%                                   |